# Jules Verne (vonat)

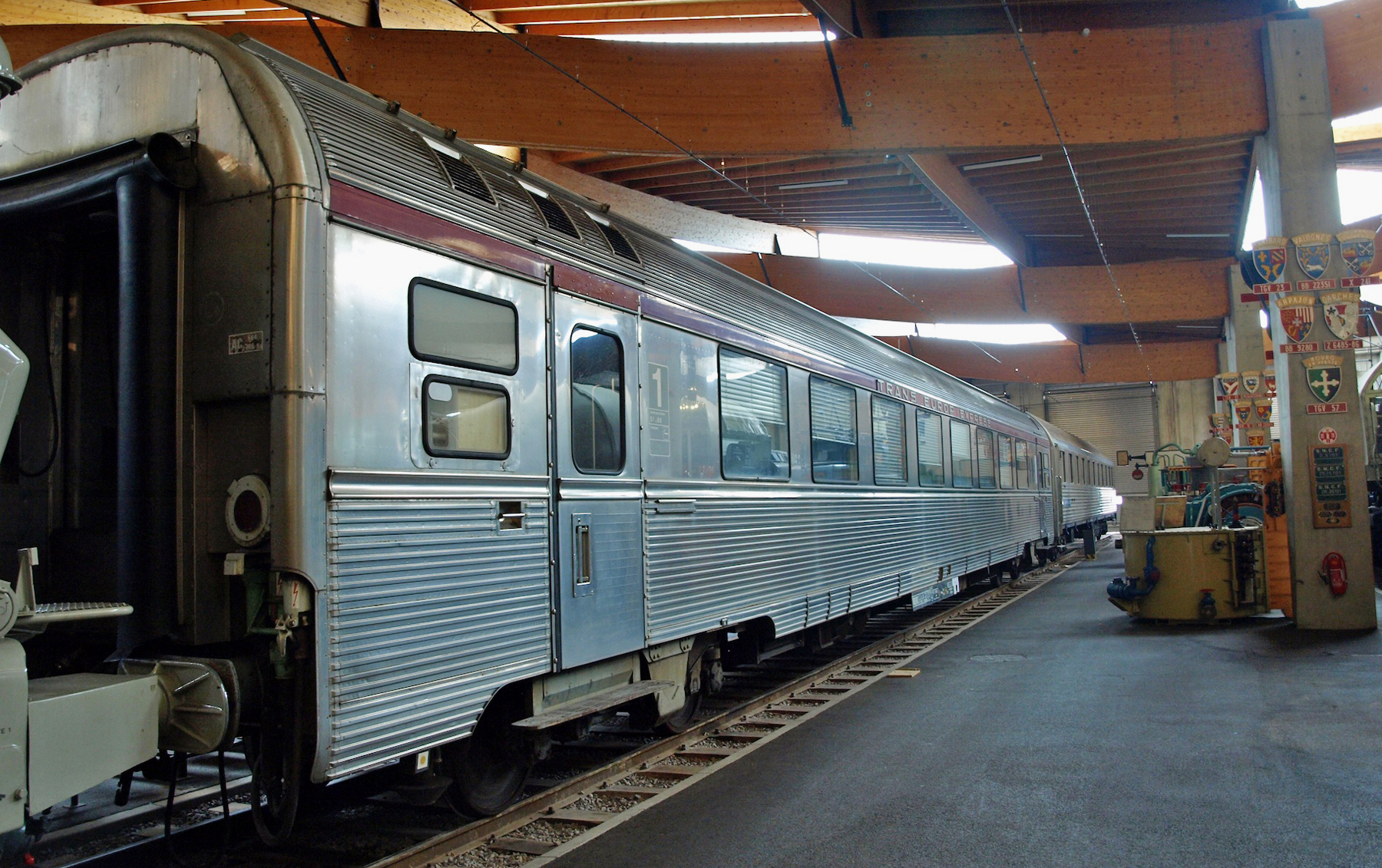
SNCF Mistral 69 sorozatú DEV Inox személykocsi a Cité du train múzeumban

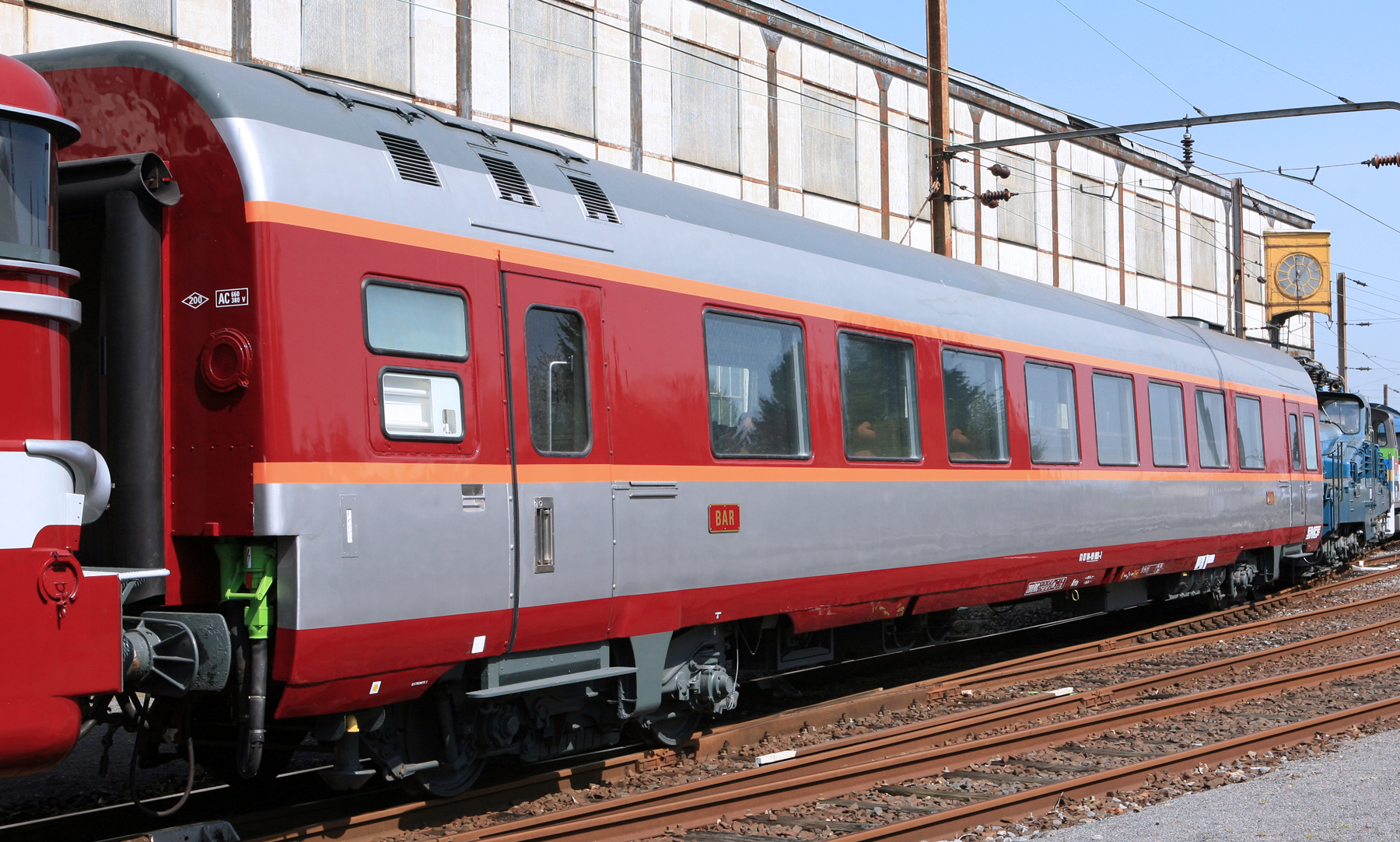
SNCF Grand Confort sorozatú személykocsi a Cité du train múzeumban

A Jules Verne egy belföldi távolsági vonat volt Franciaországban Párizs és Nantes között. Az SNCF üzemeltette. Ez volt az utolsó új Trans-Europ-Express (TEE) járat, mielőtt megszüntették volna a teljes hálózatot. Helyét a TGV Atlantique vette át 1989-ben.
Nevét Jules Verne francia íróról kapta, aki Nantes-ban született.
A Jules Verne járatot általában  egy SNCF CC 72000 sorozatú dízel-villamos mozdony vontatta. Később ezt lecserélték egy két-áramnemű SNCF BB 22200 sorozatú mozdonyra.

## Gördülőállomány
Az 1983-as őszi változásig a Jules Verne volt a TEE hálózat utolsó vonata, amelyet rendszeresen dízelmozdony vontatott. Ugyanakkor alkalomszerűen néha továbbra is belga dízelmozdonyokat alkalmaztak a Brüsszel és Amszterdam közötti TEE vonatok vontatásához.
A vonat eredeti gördülőállománya az SNCF Mistral 69 sorozatú DEV Inox személyvagonjai voltak. A szerelvény összeállítása az alábbi volt: egy A4Dtux, két A8u, két A8tu, egy A3rtu és egy Vru kocsi.
1982. május 10. után a járat kocsijait lecserélték az SNCF Grand Confort sorozatú személykocsijaira, melyekkel ugyanúgy a korábbi formációban közlekedtek. A Grand Confort kocsik piros, narancssárga, világosszürke és palaszürke színösszeállítású festést kaptak.
A Jules Verne étkezőkocsijait az indulástól a megszűnésig a Compagnie Internationale des Wagons-Lits (CIWL) személyzete üzemeltette.

## Menetrend
|       | Ország        | Állomás                  | km  |       |
| ----- | ------------- | ------------------------ | --- | ----- |
| 19:03 | Franciaország | Paris Gare Montparnasse  | 0   | 09:32 |
|       | Franciaország | Gare d’Angers-Saint-Laud |     |       |
| 22:20 | Franciaország | Gare de Nantes           | 395 | 06:15 |